# Виларбоит
Виларбоит (итал. Villarboit) је насеље у Италији у округу Верчели, региону Пијемонт.
Према процени из 2011. у насељу је живело 295 становника. Насеље се налази на надморској висини од 163 м.

## Становништво
| 1931. | 1936. | 1951. | 1961. | 1971. | 1981. | 1991. | 2001. | 2011. |
| ----- | ----- | ----- | ----- | ----- | ----- | ----- | ----- | ----- |
| 1.090 | 1.090 | 1.139 | 933   | 740   | 675   | 581   | 547   | 465   |